# Качанов Андрій Володимирович
Андрі́й Володи́мирович Кача́нов (* 1973) — полковник Збройних сил України, учасник російсько-української війни.

## З життєпису
Станом на січень 2014 року підполковник Качанов — в. о. заступника командира 25-ї Дніпропетровської повітрянодесантної бригади.
Підрозділи артилерії бригади під керівництвом полковника Андрія Качанова брали участь у звільненні, охороні та обороні аеродрому міста Краматорськ. Також у проведенні операції з визволення міст Красний Лиман, Ямпіль, Слов'янськ, Бахмут, Дебальцеве, Шахтарськ та інших населених пунктів Донецької області.

## Нагороди та відзнаки
- Орден Богдана Хмельницького III ступеня (14 жовтня 2014) — за особисту мужність і героїзм, виявлені у захисті державного суверенітету та територіальної цілісності України. вірність військовій присязі.[1]